# The Firewatcher's Daughter
| Đánh giá chuyên môn | Đánh giá chuyên môn |
| Nguồn đánh giá      | Nguồn đánh giá      |
| Nguồn               | Đánh giá            |
| ------------------- | ------------------- |
| AllMusic            | [ 2 ]               |
| Vox Magazine        | tích cực            |
| Glide Magazine      | [ 4 ]               |

The Firewatcher's Daughter là album phòng thu thứ năm của Brandi Carlile, phát hành vào ngày 3 tháng 3 năm 2015 thông qua ATO Records.

## Diễn biến thương mại
Album ra mắt tại vị trí thứ 9 trên bảng xếp hạng US Billboard 200, với doanh số đạt 43.000 bản trong tuần đầu phát hành. Đây là album thứ hai của cô lọt vào top 10 của bảng xếp hạng này.

## Danh sách và thứ tự các bài hát
| The Firewatcher's Daughter | The Firewatcher's Daughter    | The Firewatcher's Daughter |
| STT                        | Nhan đề                       | Thời lượng                 |
| -------------------------- | ----------------------------- | -------------------------- |
| 1.                         | "Wherever Is Your Heart"      | 3:50                       |
| 2.                         | "The Eye"                     | 3:31                       |
| 3.                         | "The Things I Regret"         | 3:26                       |
| 4.                         | "Mainstream Kid"              | 4:19                       |
| 5.                         | "Beginning To Feel the Years" | 3:09                       |
| 6.                         | "Wilder (We're Chained)"      | 3:32                       |
| 7.                         | "Blood Muscle Skin & Bone"    | 4:16                       |
| 8.                         | "I Belong To You"             | 4:30                       |
| 9.                         | "Alibi"                       | 3:00                       |
| 10.                        | "The Stranger At My Door"     | 3:42                       |
| 11.                        | "Heroes and Songs"            | 2:47                       |
| 12.                        | "Murder In the City"          | 2:53                       |
| Tổng thời lượng:           | Tổng thời lượng:              | 42:54                      |

## Xếp hạng

### Xếp hạng tuần
| Bảng xếp hạng (2015)                                 | Vị trí cao nhất |
| ---------------------------------------------------- | --------------- |
| Album Hoa Kỳ Billboard 200                           | 9               |
| Album Hoa Kỳ Digital (Billboard)                     | 4               |
| Album Hoa Kỳ Folk (Billboard)                        | 1               |
| Album Hoa Kỳ Independent (Billboard)                 | 1               |
| Album Hoa Kỳ Top Tastemaker (Billboard)              | 4               |
| Album Hoa Kỳ Top Rock (Billboard)                    | 1               |
| Đã nhập bảng xếp hạng không hợp lệ BillboardSales\|4 |                 |